# Berbourg
Berbourg (lb. Berbuerg, niem. Berburg) – wieś (Uertschaft) we wschodnim Luksemburgu, w kantonie Grevenmacher, w gminie Manternach. Do 3 października 2015 miejscowość leżała w dystrykcie Grevenmacher. Liczy 1084 mieszkańców (1 stycznia 2023).